# Ribeirão Barra Funda
Der Ribeirão Barra Funda ist ein etwa 26 km langer linker Nebenfluss des Rio Tibaji im Norden des brasilianischen Bundesstaats Paraná.

## Geografie

### Lage
Das Einzugsgebiet des Ribeirão Barra Funda befindet sich auf dem Terceiro Planalto Paranaense (Dritte oder Guarapuava-Hochebene von Paraná).

### Verlauf
Sein Quellgebiet liegt im Süden des Munizips Londrina auf 760 m Meereshöhe etwa 5 km nordöstlich der Ortschaft Tamarana in der Nähe der PR-445. 
Der Fluss verläuft in nordöstlicher Richtung. Er mündet auf 413 m Höhe von links in den Rio Tibaji. Er ist etwa 26 km lang.

### Munizipien im Einzugsgebiet
Der Ribeirão Barra Funda verläuft vollständig innerhalb des Munizips Londrina.